# A&M Records
A&M Records ist ein US-amerikanisches Independent-Label. Es wurde 1962 von Herb Alpert und Jerry Moss in Los Angeles gegründet. Zuerst wählten sie den Namen Carnival Records, nach zwei Single-Veröffentlichungen mussten sie aber feststellen, dass es bereits ein gleichnamiges Plattenlabel gab, weshalb sie sich in A&M (Alpert und Moss) umbenannten.

## Geschichte

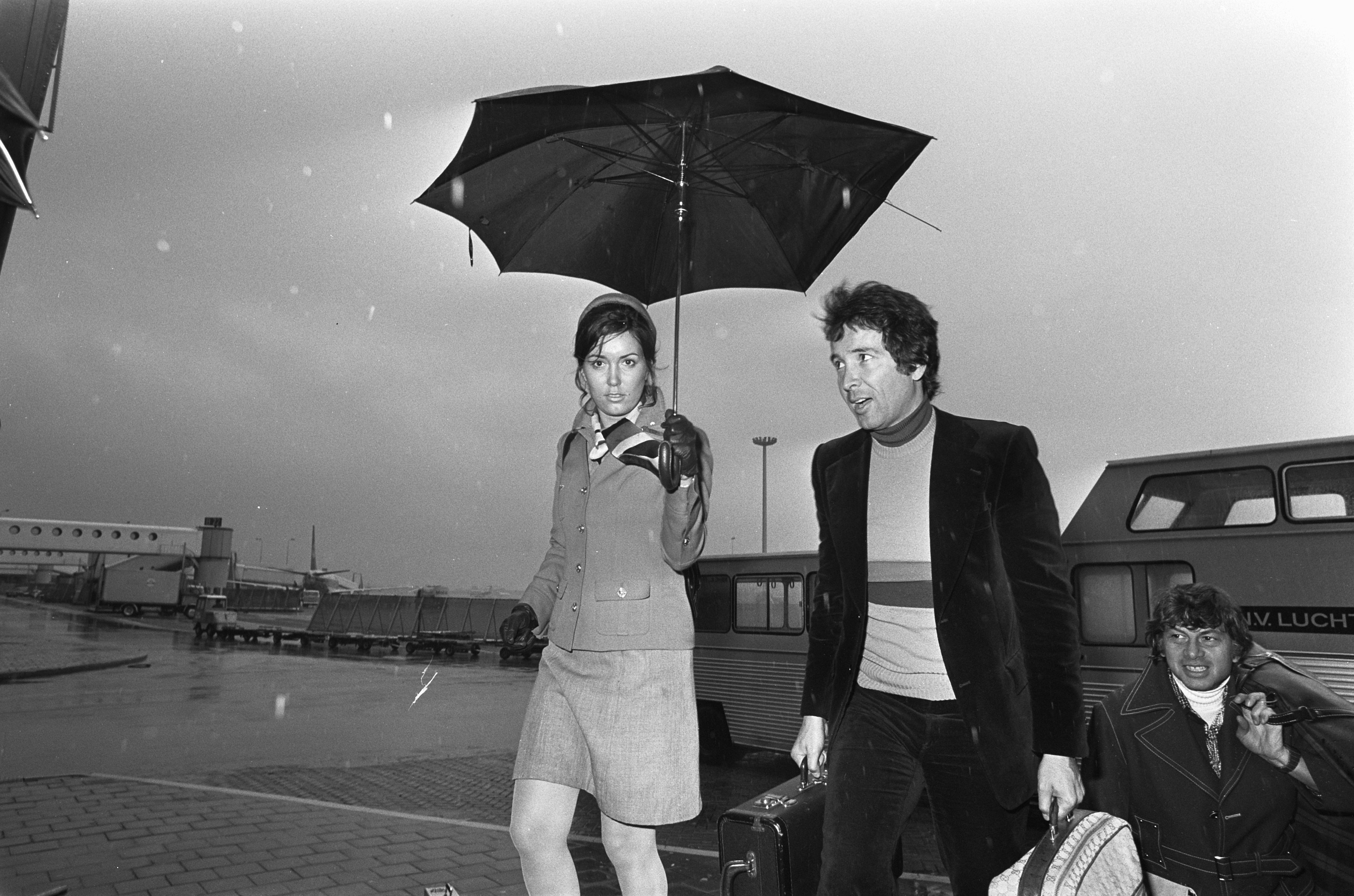
Herb Alpert, Mitte, 1974

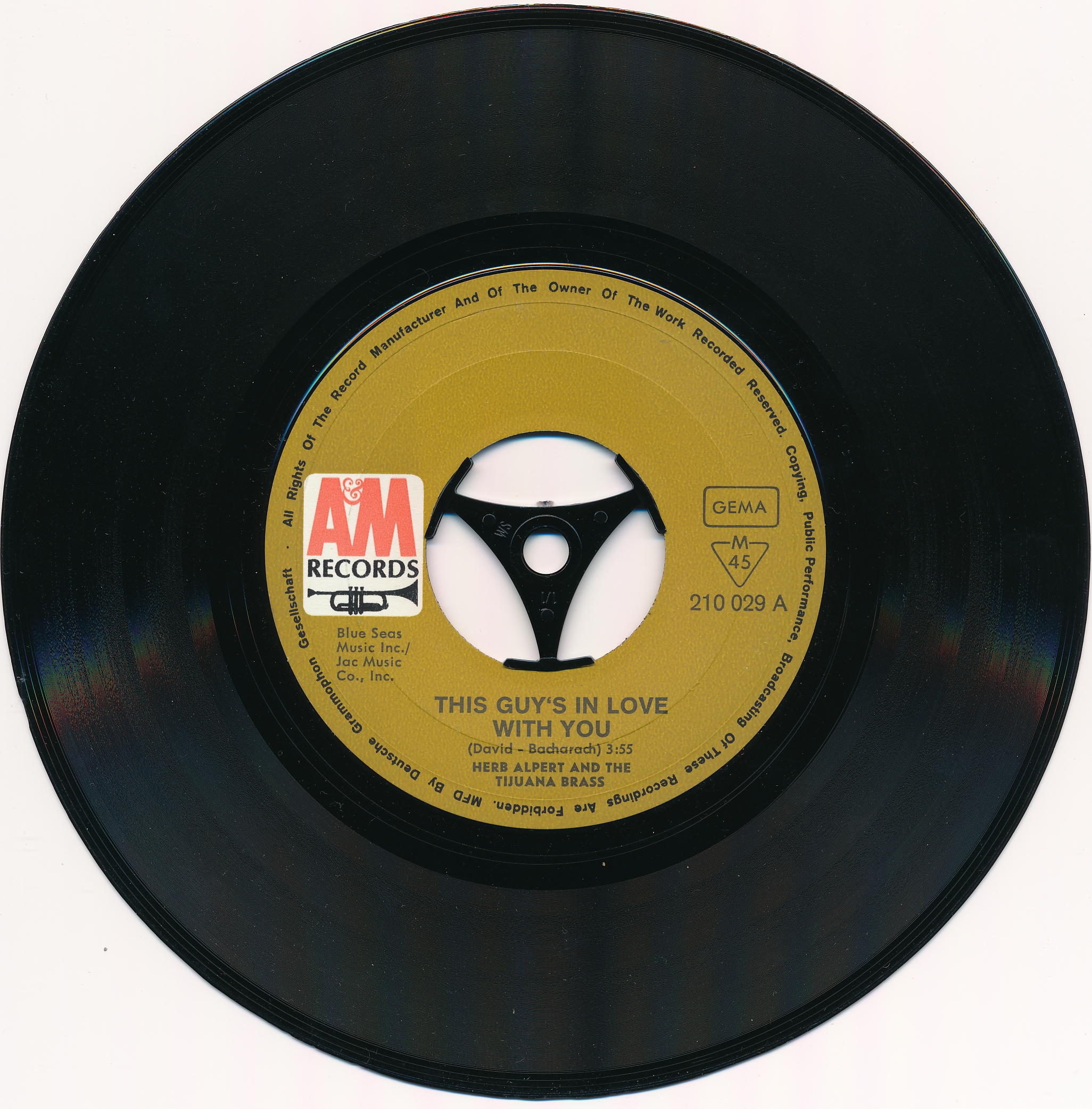
Herb Alpert and the Tijuana Brass: This Guy’s In Love With You auf einer Single-Schallplatte von A&M Records

Die erste A&M-Veröffentlichung war der Instrumentaltitel The Lonely Bull von Herb Alpert und der Tijuana Brass und wurde auch gleich ein Charthit. Sowohl Single als auch das gleichnamige Album erreichten die Top 10 der US-Charts.
Neben Alpert gehörten Waylon Jennings und  Sérgio Mendes zu den frühen Stars des Labels.
1967 eröffnete man neben der Hollywood-Adresse eine weitere Niederlassung in New York. Künstler wie Burt Bacharach, Procol Harum und Joe Cocker wurden verpflichtet. Jährlich hatte man an die 20 Singles und bis zu 40 Alben in den Charts und sammelte Goldene Schallplatten und Grammys.
Bis in die 1970er Jahre wurden A&M-Veröffentlichungen im Ausland von anderen Labels vertrieben. 1970 wurde A&M Records of Canada, Ltd. gegründet, 1977 folgte A&M Records of Europe. Zwischenzeitlich gab es auch spezielle Imprints für Soul (Omen Records, 1964–1966), Jazz (Horizon Records, 1974–1978) und Dance (Vendetta Records, 1988–1990).
Die 1970er Jahre begannen mit Stars wie den Carpenters, Cat Stevens, Quincy Jones und Carole King. 300 Mitarbeiter zählte der Verlag Mitte der 1970er, der Umsatz stieg auf bis zu 100 Mio. USD. Neben Gold und ab 1976 Platin-Schallplatten heimste man jährlich weiterhin Grammys ein. Nur in drei Jahren seiner Geschichte ging das Label bei dem Musikpreis leer aus.
Besonderen Erfolg erzielte das Label 1976 mit der Veröffentlichung des Live Albums Frampton Comes Alive! von Peter Frampton.
1977 hatten die Sex Pistols ein kurzes Intermezzo bei A&M. Am 9. März hatte man sie unter Vertrag genommen, doch schon beim Presseauftritt tags darauf benahmen sich die Pistols derart daneben, dass das Label sich bereits am 16. März wieder aus dem Vertrag kaufte. Die als A&M-Veröffentlichung geplante Single God Save The Queen wurde kurz darauf ein Nummer-eins-Hit in Großbritannien. Der Titel EMI, die persönliche Abrechnung mit ihrem verhassten neuen Plattenlabel, endet mit einem Abschiedsgruß an A&M.
1978 eröffnete A&M Records ein deutsches und ein niederländisches Büro. Mit The Police, Supertramp und Styx ging man ins neue Jahrzehnt. Das begann aber mit allgemein nachlassenden Verkaufszahlen und so halbierte man die Zahl der verpflichteten Künstler auf um die 50. Außerdem begann man einen Ausflug in die Filmwelt mit der Gründung von A&M Films.
Amy Grant, Bryan Adams, Falco, Janet Jackson und Chris de Burgh waren die A&M-Stars der 1980er. Daneben brachte man auch die äußerst erfolgreiche Benefizsingle We Are The World von USA for Africa und den Filmsoundtrack zu Good Morning, Vietnam heraus. Man schätzte, dass Alpert und Moss einen Jahresgewinn von 14 Mio. Dollar erzielten, als sie 1989 das A&M-Label für etwa 500 Millionen Dollar an Polygram verkauften. 1989/90 erschien die kurzlebige Reihe A&M Modern Masters Jazz Series; erste Produktion war das Album Art Deco von Don Cherry.
Nachdem man 1991 Janet Jackson an Virgin Records verloren hatte, gehörten in den 1990er Jahren Sting und Sheryl Crow zu den erfolgreichsten Künstlern.
Bis 1993 arbeiteten Alpert und Moss noch für ihr altes Label, gingen dann aber wegen der vielen Umstrukturierungen vorzeitig und gründeten 1994 ein neues Label (Almo Sounds). 1997 erhielten sie für ihre Unternehmensphilosophie einen speziellen Grammy. Mittlerweile gehört PolyGram zur Universal Music Group. Die A&M-Büros wurden geschlossen, Mitarbeiter entlassen. 2000 endete A&M Records als eigenständiges Plattenlabel und ging in „Interscope Geffen A&M Records“ bei Universal auf.

## Berühmte Interpreten bei A&M Records
- Bryan Adams
- Joan Baez
- Cat Stevens
- Chris de Burgh
- Herb Alpert
- Joan Armatrading
- Joe Jackson
- Sex Pistols
- Sheryl Crow
- Janet Jackson
- Soundgarden
- Supertramp
- Sting
- The Pussycat Dolls
- The Police
- The Black Eyed Peas
- Maroon 5
- Hollywood Undead
- Rita Coolidge
- Falco
- Barry White
- Peter Frampton